# Zgornje Laze (Gorje)
Zgornje Laze is een plaats in Slovenië en maakt deel uit van de gemeente Gorje in de NUTS-3-regio Gorenjska. De plaats telde 54 inwoners op 1 januari 2020.